# هايم (فرقة)
هايّم (بالإنجليزية: HAIM) هي فرقة موسيقى روك أمريكية من لوس أنجلوس. تتكون الفرقة من ثلاث أخوات: إستي حاييم (غيتار باس وغناء)، ودانييل حاييم (غناء وغيتار) وألانا حاييم (القيثارات، لوحات المفاتيح، والغناء). بالإضافة إلى أدواتهم الأساسية، كل عضو بارع في العديد من الأعضاء الآخرين. يتناقض صوت موسيقى البوب الخاص بالمجموعة في أعمال الاستوديو الخاصة بهم مع موسيقى الروك في برامجهم الحية.

## روابط خارجية
- هاييم على موقع IMDb (الإنجليزية)
- هاييم على موقع ميوزك برينز (الإنجليزية)
- هاييم على موقع رولينغ ستون (الإنجليزية)
- هاييم على موقع أول ميوزيك (الإنجليزية)
- هاييم على موقع ديسكوغز (الإنجليزية)